# Municipio de Watson (Dakota del Norte)
El municipio de Watson (en inglés: Watson Township) es un municipio ubicado en el condado de Cass en el estado estadounidense de Dakota del Norte. En el año 2010 tenía una población de 93 habitantes y una densidad poblacional de 1 personas por km².

## Geografía
El municipio de Watson se encuentra ubicado en las coordenadas 46°40′22″N 97°22′2″O / 46.67278, -97.36722. Según la Oficina del Censo de los Estados Unidos, el municipio tiene una superficie total de 93.2 km², de la cual 93,2 km² corresponden a tierra firme y (0 %) 0 km² es agua.

## Demografía
Según el censo de 2010, había 93 personas residiendo en el municipio de Watson. La densidad de población era de 1 hab./km². De los 93 habitantes, el municipio de Watson estaba compuesto por el 100 % blancos. Del total de la población el 0 % eran hispanos o latinos de cualquier raza.